# 特级上将 (美国)
合众国特级上将（英語：General of the Armies of the United States）、陆军特级上将（英語：General of the Armies）、海军特级上将（英語：Admiral of the Navy），是美国军队历史上的最高军衔，仅分别授予乔治·华盛顿、约翰·潘兴、乔治·杜威与尤利西斯·格蘭特4人。
在北约军衔体系中，特级上将与低一级的五星上将一并对应“OF-10”，相当于一些国家的“大元帅”军衔。

## 历史
1903年，在美西战争中领导美国军队取得马尼拉湾战役等重大胜利的乔治·杜威，被授予海军特级上将军衔。
1919年，在第一次世界大战中领导美国远征军取得胜利的约翰·潘兴，被授予陆军特级上将军衔。潘兴逝世后，该军衔停止使用。
1976年，美国独立200周年之际，美国国会通过法令，追授美国开国总统乔治·华盛顿合众国特级上将军衔，以使其军衔不低于历史上的任何一位军事将领。
2022年12月23日，美國國會通过2023年度美国国防授权法案，其中第583条规定：

总统被授权追授尤利西斯·S·格兰特为美国陆军特级上将，与根据1919年9月3日批准的《关于设立美国陆军上将职位的法案》授予的约翰·J·潘兴将军的军衔和先例相同。（41 Stat. 283, ch. 56）

根据总统乔·拜登签署的法律，国防部长劳埃德·奥斯汀批准并向陆军部长发出备忘录，于2024年4月19日追授格兰特为陆军特级上将，紀念其在南北戰爭期間對聯邦軍取得勝利的重大貢獻。

乔治·杜威佩戴的海军特级上将军衔肩章
约翰·潘兴佩戴的陆军特级上将军衔标识
1981年发布的合众国特级上将军衔肩章

## 名称
美国不同军种的军衔，在英文环境中有不同的称谓。授予乔治·杜威的海军特级上将，称为“Admiral of the Navy”。授予约翰·潘兴、乔治·华盛顿与尤利西斯·格蘭特的特级上将，称为“General of the Armies”或“General of the Armies of the United States”。另因美国陆、海、空军五星上将，统称为“Five-Star General/Admiral”，所以特级上将有时也统称为“Six-Star General/Admiral”。
汉语翻译，延续了“上将”、“五星上将”的规律，统一称为“特级上将”，再冠以军种等字样作为区分。授予约翰·潘兴、乔治·华盛顿与尤利西斯·格蘭特的特级上将军衔，其英文名称固然相同，但授予华盛顿特级上将的初衷，是使其军衔不低于历史上的任何一位军事将领，因此汉语一般称华盛顿为“合众国特级上将”，而潘兴及格蘭特为“陆军特级上将”，以体现差异。
1. ↑  Act of December 23, 2022 James M. Inhofe National Defense Authorization Act for Fiscal Year 2023 (H. R. 7776 的存檔，存档日期December 19, 2022，.).
2. ↑  Simpson, Brooks D. [@BrooksDSimpson].  (推文). October 11, 2024  [October 12, 2024] –Twitter.